# Neojohnstonia colocasiae
Neojohnstonia colocasiae är en svampart som först beskrevs av M.B. Ellis, och fick sitt nu gällande namn av B. Sutton 1983. Neojohnstonia colocasiae ingår i släktet Neojohnstonia, divisionen sporsäcksvampar och riket svampar.   Inga underarter finns listade i Catalogue of Life.